# Esaedro troncato stellato
In geometria, l'esaedro troncato stellato è un poliedro stellato uniforme avente 14 facce - 8 triangoli e 6 ottagrammi - 36 spigoli e 24 vertici.
Sebbene esso sia il risultato della stellazione di un esaedro troncato, noto anche come "cubo troncato", il suo nucleo è costituito da un ottaedro regolare.

## Coordinate cartesiane
Le coordinate cartesiane per i vertici dell'esaedro troncato stellato sono date da tutte le permutazioni di:
{\displaystyle \left(\,\pm 1,\,\pm ({\sqrt {2}}-1),\,\pm ({\sqrt {2}}-1)\,\right)}.

## Poliedri correlati
L'esaedro troncato stellato condivide la disposizione dei vertici con altri tre poliedri uniformi: il rombicubottaedro convesso, suo inviluppo convesso, il piccolo rombiesaedro e il piccolo cubicubottaedro.
| Rombicubottaedro | Piccolo cubicubottaedro | Piccolo rombiesaedro | Esaedro troncato stellato |

### Grande triacisottaedro
Il grande triacisottaedro è un poliedro isoedro non convesso, nonché il duale dell'esaedro troncato stellato, avente 24 facce intersecanti, tutte a forma di triangolo isoscele, come quella qua sotto riportata:
Le facce hanno angolo al vertice di ampiezza pari a {\displaystyle \arccos({\frac {1}{4}}+{\frac {1}{2}}{\sqrt {2}})\approx 16,842\,116\,236\,30^{\circ }} e gli angoli alla base di ampiezza pari a {\displaystyle \arccos({\frac {1}{2}}-{\frac {1}{4}}{\sqrt {2}})\approx 81,578\,941\,881\,85^{\circ }}, mentre la lunghezza dei loro lati, considerato lo spigolo dell'esaedro troncato stellato di lunghezza pari a uno, è uguale a 2 per quanto riguarda i lati obliqui e a {\displaystyle 2-{\sqrt {2}}\approx 0,58579} per quanto riguarda la base.